# 索隆元帅 (星球大战)
索龍元帥（英語：Grand Admiral Thrawn），全名密特·索龍·努羅多（Mitth'raw'nuruodo）是星球大战擴充宇宙和正史中的一个主要的反派角色，並時常被描述為銀河帝國最為睿智與高效的高級將領之一。他第一次出现于蒂莫西·赞恩的索龍系列三部曲：帝國傳承，黑潮涌起以及最终指令，其在1991年至1993年分别出版。这些书设定在《星際大戰六部曲：絕地大反攻》的五年后，索龙大將指挥银河帝国的残余势力并计划与新共和国开战。他在索龙三部曲之后出现于许多的衍生宇宙作品，包括其他五本赞恩的小说。他在《星球大戰：反抗軍起義》第三季中出现，从此成为正史中的角色。在正史剧集《亞蘇卡》中，索隆元帅初次以真人形式亮相，由拉斯·米克森饰演。

## 简介

### 正史
於《星際大戰:反抗軍起義》登場，銀河帝國元帥，Chiss族，有极高超的智慧，镇静与冷酷程度匪夷所思，他是極少數拥有帝国艦隊中最高军衔——帝国元帅/大將（grand admiral）的非人类种族生物。2BBY時，由於反抗軍的規模越來越大且活動也越來越頻繁，皇帝要索龍元帥帶領的第七艦隊親自處理這項問題。喜好藝術，在瑞羅斯星坦恩省的仙杜拉家中搶走卡拿哥利（那是提列克家族代代相傳的圖騰，用來紀念歷代的每一位先人；子孫在上面增加內容，把自己融入先人的遺產裡），當作藝術品收藏（其收藏也包括艾斯纳·包利格所收藏的頭盔與薩繽·連所留下來的噴漆記號）；在洛塔星的帝國工廠炸死森馬先生，發現亞歷山大·凱勒斯探員是間諜法昆（Fulcrum）。企圖炸毀阿托朗星上的反抗軍，再開槍殺死班度；後來在洛塔星解放戰役中，被皇帝達斯·西帝下令活捉艾斯纳·包力格，結果被其計策擊敗，與後者一起下落不明。
在影集《亞蘇卡》中再度出場，又動畫配音員真人出演。在第一季第六集顯示其在被放住到另一個銀河系後，在一顆名為斐里迪亞的星球上和當地的暗夜姐妹會合作，並修復了被普摺爾鯨破壞的滅星艦、讓自己的部隊在這顆星球持續生存下去，並持續獵殺艾斯納‧包力格，直到被在原本的銀河系的隊伍前來尋找他。

### 傳說
索龙元帅是一位Chiss族外星人，他身材高大、拥有蓝皮肤、闪耀的红眼睛且身材结实，屬类人型生物（near-human )。因为帝国歧视非人类种族的政策，他是唯一一个拥有帝国艦隊中最高军衔——帝国元帅/大將（grand admiral)的非人类种族生物。索龙的晋升一直被希夫·白卜庭皇帝所保密着，並以其參與政治鬥爭失勢而被流放為掩飾，暗中提供艦隊資源以及人員補給予索龍並命令其勘探與佔領銀河東部的未知領域。在索龙三部曲的刚开始，新共和国也不知道他的身份甚至都不知道他的存在。他也是皇帝所提拔的最后一位帝国元帅，他因为在镇压德米特琉斯·扎林元帅未遂的叛乱中有着极为重要的作用，獲頒帝国元帅/大將军衔并填补扎林的空缺作为奖励。作为元帅，他穿上白色的制服以衬托他的军衔，这区别于大部分星球大战正传三部曲中帝国军官的深灰色或橄榄色制服。
赞恩笔下的索龙元帅的指挥风格与黑武士以及其他的典型帝国指挥官有很大的不同之处，他取消惩罚下属失败与抗议，将其替代为鼓励其船员的创造性，并接受其属下的建议。他是一位战术、战略天才，在军事情报与艺术上作出了大量的研究，而且其愿意在失败的战斗中撤退而非死战到底。
他是一个战略大师，指挥着帝国舰队的残余部队对抗新共和国（new republic)并获得了一连串惊人的胜利，他对其敌人艺术品的研究使他能够洞察敌人的做法与想法，令他能够为其定制出特别而高效的战略计划。
“索龙”只是他的“核心名”，在作者的回忆录中说明索龙的苏格兰语词汇中，thrawn一词意味扭曲或者弯曲的，他的全名只有极少的几个新共和国或帝国中的人知道。